# 大幕乡
大幕乡，是中华人民共和国湖北省咸寧市咸安区下辖的一个乡镇级行政单位。

## 行政区划
大幕乡下辖以下地区：
常收社区、石桥社区、井头村、金鸡山村、泉山口村、桃花尖村、马鞍头村、常收村、西山下村、石桥村、东源村、大幕村、白云山村、双垄村和南山村。